# Elezioni parlamentari in Norvegia del 1957
Le elezioni parlamentari in Norvegia del 1957 si tennero il 7 ottobre per il rinnovo dello Storting.

## Risultati
| Liste                               | Voti      | %     | Seggi |
| ----------------------------------- | --------- | ----- | ----- |
| Partito Laburista Norvegese         | 865 675   | 48,33 | 78    |
| Høyre                               | 301 395   | 16,83 | 25    |
| Partito Popolare Cristiano          | 183 243   | 10,23 | 12    |
| Venstre                             | 171 407   | 9,57  | 15    |
| Partito dei Contadini               | 154 761   | 8,64  | 14    |
| Partito Comunista di Norvegia       | 60 060    | 3,35  | 1     |
| Partito dei Contadini - Høyre       | 45 476    | 2,54  | 4     |
| Høyre - Venstre                     | 5 884     | 0,33  | 1     |
| Partito Socialdemocratico Norvegese | 2 855     | 0,16  | –     |
| Partito Popolare Liberale           | 249       | 0,01  | –     |
| Partito del Progresso               | 105       | 0,01  | –     |
| Altri                               | 18        | 0,00  | –     |
| Totale                              | 1 791 128 | 100   | 150   |

Ripartizione dei seggi delle liste comuni:
- Partito dei Contadini (1) - Høyre (3);
- Venstre (0) - Høyre (1).

Seggi complessivi: Høyre: 29 - Venstre: 15 - Partito dei Contadini: 15.